# Манйоґана

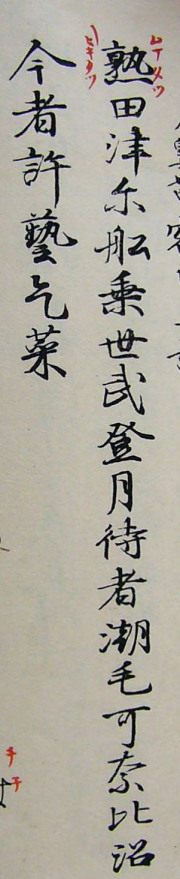
Фрагмент віршу з «Манйосю», який написаний манйоґаною.

Манйоґана (яп. 万葉仮名, まんようがな, «абетка Манйосю») — рання форма японської писемності, у якій японські слова записувалися схожими за звучанням китайськими ієрогліфами. З манйоґани виникли японські складові абетки-кани: хіраґана і катакана. Назва «манйоґана» походить від «Манйосю» — антології японської поезії періоду Нара (710—794) і буквально означає «кана Манйосю».

## Історія
Манйоґана виникла приблизно у 6-7 століттях. Найдавнішою з відомих пам'яток цієї писемності є знайдена у 1998 році у префектурі Токусіма дерев'яна дощечка (моккан) з початком японського віршу «Пісні про бухту Наніва», яка датується серединою 7 століття. Перед цим найдавнішим вважався напис на німбі бронзової статуї Будди-Цілителя (Якусі Ньорай) у «Золотій залі» храму Хорюдзі (початок 8 століття). Найбільш великою пам'яткою писемності є збірник поезії «Манйосю».
До 10 століття манйоґана була витиснута хіраґаною і катаканою. У той же час японський учений Мінамото но Сітаґо (911—983) винайшов фонетичні позначки і вписав їх у текст «Манйосю». У сучасній Японії манйоґана обмежено вживається у деяких топонімах (особливо на острові Кюсю). Також у побуті часто використовується атедзі (当て字): спосіб запису слів (особливо запозичених) ієрогліфами, які підбираються за звучанням. Наприклад, 倶楽部 (курабу, «клуб»).

## Пам'ятки
- Манйосю — антологія поезії.
- Вамьо Руйдзюсьо — китайсько-японський словник.

## Типи манйоґани
У той самий період існувало кілька правил використання ієрогліфів у манйоґані:
1. Сейон (正音, «правильне звучання») — майже збігається з канбуном: ієрогліфи використовуються з урахуванням китайської вимови й змісту;
2. Сейкун (正訓, «правильне тлумачення») — ієрогліфи використовуються з урахуванням китайського змісту, але читаються японською;
3. Сякуон (借音, «запозичене звучання») — ієрогліфи використовуються тільки з урахуванням китайського звучання, але без китайського змісту. Дане правило було найпоширенішим. Один знак міг передавати одну або більше мор.
  - Один ієрогліф передає одну мору:
    - Використовується повне китайське прочитання: (い), 呂 (ろ), 波 (は);
    - Використовується часткове китайське прочитання: 安 (あ), 楽 (ら), 天 (て);

  - 信 (しな), 覧 (らむ), 相 (さが).
4. Сяккун (借訓, «запозичене тлумачення») — ієрогліфи використовуються без урахування китайського змісту і вимови, а головну роль грає кунйомі.
  - Один ієрогліф передає одну мору:
    - Використовується повне китайське прочитання: 女 (め), 毛 (け), 蚊 (か);
    - Японське прочитання використовується частково: 石 (し), 跡 (と), 市 (ち);

  - Один ієрогліф передає дві мори: 蟻 (あり), 巻 (まく), 鴨 (かも)
    - Два ієрогліфа передають одну мору:嗚呼 (あ), 五十 (い), 可愛 (え)
5. Фудзаке-йомі (戯訓, «каламбурне прочитання») — рідкісне правило, коли зміст записанного розгадувався як ребус. Наприклад, в «Манйосю» (8 том, 1495 вірш) Отомо но Якамоті (718—785) зашифрував слово куку («зозуля») ієрогліфами-цифрами 八十一 («вісімдесят один»). Оскільки 81=9·9, а 9 читається як «ку», то дане сполучення читається як «куку»

## Таблиця знаків

Розвиток Катакани від Манйоґани

Розвиток Хіраґани від Манйоґани

|              | ア行             | カ行               | サ行                                                       | タ行                 | ナ行                         | ハ行                                     | マ行                         | ヤ行               | ラ行           | ワ行                       | ガ行               | ザ行                     | ダ行                 | バ行           |
| ア段         | 阿安英足         | 可何加架香蚊迦     | 左佐沙作者柴紗草散                                         | 太多他丹駄田手立     | 那男奈南寧難七名魚菜         | 八方芳房半伴倍泊波婆破薄播幡羽早者速葉歯 | 万末馬麻摩磨満前真間鬼       | 也移夜楊耶野八矢屋 | 良浪郎楽羅等   | 和丸輪                     | 我何賀             | 社射謝耶奢装蔵           | 陀太大嚢             | 伐婆磨魔       |
| イ段（甲類） | 伊怡以異已移射五 | 支伎岐企棄寸吉杵來 | 子之芝水四司詞斯志思信偲寺侍時歌詩師紫新旨指次此死事准磯為 | 知智陳千乳血茅       | 二人日仁爾迩尼耳柔丹荷似煮煎 | 比必卑賓日氷飯負嬪臂避臂匱               | 民彌美三水見視御             |                    | 里理利梨隣入煎 | 位為謂井猪藍               | 伎祇芸岐儀蟻       | 自士仕司時尽慈耳餌児弐爾 | 遅治地恥尼泥         | 婢鼻弥         |
| イ段（乙類） | 伊怡以異已移射五 | 貴紀記奇寄忌幾木城 | 子之芝水四司詞斯志思信偲寺侍時歌詩師紫新旨指次此死事准磯為 | 知智陳千乳血茅       | 二人日仁爾迩尼耳柔丹荷似煮煎 | 非悲斐火肥飛樋干乾彼被秘                 | 未味尾微身実箕               | 疑宜義擬           | 里理利梨隣入煎 | 位為謂井猪藍               | 備肥飛乾眉媚       | 自士仕司時尽慈耳餌児弐爾 | 遅治地恥尼泥         |                |
| ウ段         | 宇羽于有卯烏得   | 久九口丘苦鳩来     | 寸須周酒州洲珠数酢栖渚                                     | 都豆通追川津         | 奴努怒農濃沼宿               | 不否布負部敷経歴                         | 牟武無模務謀六               | 由喩遊湯           | 留流類         |                            | 具遇隅求愚虞       | 受授殊儒                 | 豆頭弩               | 夫扶府文柔歩部 |
| エ段（甲類） | 衣依愛榎         | 祁家計係價結鶏     | 世西斉勢施背脊迫瀬                                         | 堤天帝底手代直       | 禰尼泥年根宿                 | 平反返弁弊陛遍覇部辺重隔                 | 売馬面女                     | 曳延要遥叡兄江吉枝 | 礼列例烈連     | 廻恵面咲                   | 下牙雅夏           | 是湍                     | 代田泥庭伝殿而涅提弟 | 弁便別部       |
| エ段（乙類） | 衣依愛榎         | 気既毛飼消         | 世西斉勢施背脊迫瀬                                         | 堤天帝底手代直       | 禰尼泥年根宿                 | 閉倍陪拝戸経                             | 梅米迷昧目眼海               | 曳延要遥叡兄江吉枝 | 礼列例烈連     | 廻恵面咲                   | 義気宜礙削         | 是湍                     | 代田泥庭伝殿而涅提弟 | 倍毎           |
| オ段（甲類） | 意憶於應         | 古姑枯故侯孤児粉   | 宗祖素蘇十                                                 | 刀土斗度戸利速       | 努怒野                       | 凡方抱朋倍保宝富百帆穂                   | 毛畝蒙木問聞                 | 用容欲夜           | 路漏           | 乎呼遠鳥怨越少小尾麻男緒雄 | 吾呉胡娯後籠児悟誤 | 俗                       | 土度渡奴怒           | 煩菩番蕃       |
| オ段（乙類） | 意憶於應         | 己巨去居忌許虚興木 | 所則曾僧増憎衣背苑                                         | 止等登澄得騰十鳥常跡 | 乃能笑荷                     | 凡方抱朋倍保宝富百帆穂                   | 方面忘母文茂記勿物望門喪裳藻 | 与余四世代吉       | 呂侶           | 乎呼遠鳥怨越少小尾麻男緒雄 | 其期碁語御馭凝     | 序叙賊存茹鋤             | 特藤騰等耐抒杼       | 煩菩番蕃       |

|   | –  | K  | K  | S  | T  | T  | N  | H  | M  | Y  | R  | W  |
| - | -- | -- | -- | -- | -- | -- | -- | -- | -- | -- | -- | -- |
| a | 阿 | 加 | 加 | 散 | 多 | 多 | 奈 | 八 | 末 | 也 | 良 | 和 |
| a | ア | カ | カ | サ | タ | タ | ナ | ハ | マ | ヤ | ラ | ワ |
| i | 伊 | 機 | 幾 | 之 | 千 | 千 | 仁 | 比 | 三 | 以 | 利 | 井 |
| i | イ | キ | キ | シ | チ | チ | ニ | ヒ | ミ | イ | リ | ヰ |
| u | 宇 | 久 | 久 | 須 | 州 | 川 | 奴 | 不 | 牟 | 由 | 流 | 宇 |
| u | ウ | ク | ク | ス | ツ | ツ | ヌ | フ | ム | ユ | ル | 于 |
| e | 江 | 介 | 介 | 世 | 天 | 天 | 祢 | 部 | 女 | 衣 | 礼 | 恵 |
| e | エ | ケ | ケ | セ | テ | テ | ネ | ヘ | メ | ヱ | レ | ヱ |
| o | 於 | 己 | 己 | 曽 | 止 | 止 | 乃 | 保 | 毛 | 與 | 呂 | 乎 |
| o | オ | コ | コ | ソ | ト | ト | ノ | ホ | モ | ヨ | ロ | ヲ |
| – |    |    |    |    |    |    | 尓 |    |    |    |    |    |
| – |    |    |    |    |    | ン |    |    |    |    |    |    |

|   | –  | K  | K  | S  | T  | N  | H  | M  | Y  | R  | W  |
| - | -- | -- | -- | -- | -- | -- | -- | -- | -- | -- | -- |
| a | 安 | 加 | 加 | 左 | 太 | 奈 | 波 | 末 | 也 | 良 | 和 |
| a | あ | か | か | さ | た | な | は | ま | や | ら | わ |
| i | 以 | 機 | 幾 | 之 | 知 | 仁 | 比 | 美 |    | 利 | 為 |
| i | い | き | き | し | ち | に | ひ | み |    | り | ゐ |
| u | 宇 | 久 | 久 | 寸 | 川 | 奴 | 不 | 武 | 由 | 留 |    |
| u | う | く | く | す | つ | ぬ | ふ | む | ゆ | る |    |
| e | 衣 | 計 | 計 | 世 | 天 | 祢 | 部 | 女 |    | 礼 | 恵 |
| e | え | け | け | せ | て | ね | へ | め |    | れ | ゑ |
| o | 於 | 己 | 己 | 曽 | 止 | 乃 | 保 | 毛 | 与 | 呂 | 遠 |
| o | お | こ | こ | そ | と | の | ほ | も | よ | ろ | を |
| – |    |    |    |    |    | 无 |    |    |    |    |    |
| – |    |    |    |    | ん |    |    |    |    |    |    |